# Tian Hua
Tian Hua (田华S, Tián HuáP; Contea di Tang, 3 agosto 1928) è un'attrice cinese.
In occasione del centenario della nascita dell'industria cinematografica in Cina nel 2005, la China Film Performance Art Academy l'ha inserita nella lista dei "100 migliori attori in 100 anni di cinema cinese".